# Добруджинська складчаста система
Добру́джинська складчаста система — тектонічна структура в пониззі Дунаю. Утворилася в результаті двох тектонічних циклів, які відповідно мали місце протягом байкальсько-герцинського та кімерійського тектонічних етапів. У середині альпійської епохи тут відбуваються слабкі горотворчі процеси внаслідок яких утворилися гори Добруджі (район між нижньою течією Дунаю та узбережжям Чорного моря).